# بيرت جونسون (سياسي)
بيرت جونسون (بالإنجليزية: Bert Johnson)‏ هو سياسي أمريكي، ولد في 22 أكتوبر 1964 في ديترويت في الولايات المتحدة. حزبياً، نشط في الحزب الديمقراطي. وقد انتخب عضو مجلس نواب ميشيغان ‏.